# Hipocrene

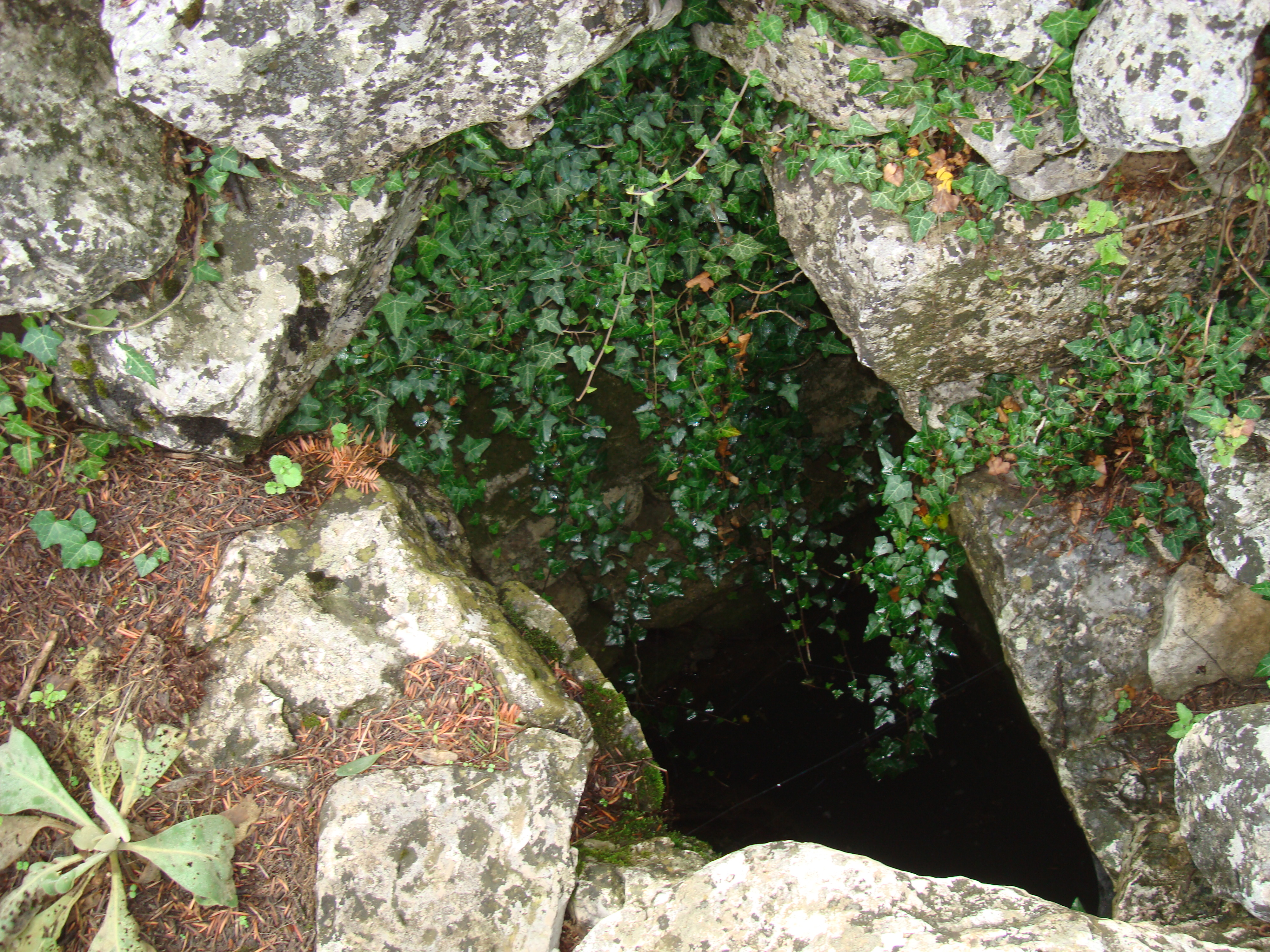
A fonte de Hipocrene no Monte Hélicon.

Hipocrene (grego: Ἱπποκρήνη, Ἵππου κρήνη; "fonte do cavalo"), também conhecida por fonte de Hélicon, é uma nascente de água doce situada na encosta leste do Monte Hélicon, tradicionalmente consagrada a Apolo e às musas, que teria brotado de uma pedra fendida por uma patada de Pégaso. Era considerada a fonte de inspiração poética por excelência, sendo que quem bebia das suas águas ficava em comunhão com as musas.
A fonte é citada por Camões:
E vós, Tágides minhas, pois criado

tendes em mim um novo engenho ardente,

se sempre em verso humilde celebrado

foi de mim vosso rio alegremente,

dai-me agora um som alto e sublimado,

um estilo grandíloquo e corrente,

por que de vossas águas Febo ordene

que não tenham inveja às de Hipocrene.

## Bibiografia
- Fulvio Canciani: Hippokrene. In: Lexicon Iconographicum Mythologiae Classicae (LIMC). Volume V, Zürich/München, 1990, p. 444.
- (em alemão) Peter Funke: Hippokrene. In: Der Neue Pauly (DNP). Volume 5, Metzler, Stuttgart 1998, ISBN 3-476-01475-4, Pg. 600.
- Ernst Sittig, Felix Bölte: Hippokrene. In: Paulys Realencyclopädie der classischen Altertumswissenschaft (RE). Volume VIII (2), Stuttgart, 1913, pp. 1853–1856.